# Kiesdistricten van IJsland

De kiesdistricten van IJsland

Sinds 2003 zijn er zes kiesdistricten van IJsland (IJslands: (kjördæmi)). De kiesdistricten zijn zodanig gekozen dat de kiesdeler voor ieder district ongeveer gelijk is. Tussen 1959 en 2003 werden de regio's van IJsland ook als kiesdistrict gebruikt. Vóór 1959 telde IJsland 32 kiesdistricten.
| Kiesdistrict               | Stemgerechtigden | Parlementszetels |
| -------------------------- | ---------------- | ---------------- |
| Norðausturkjördæmi         | 27.888           | 10               |
| Norðvesturkjördæmi         | 21.126           | 9                |
| Reykjavíkurkjördæmi norður | 43.775           | 11               |
| Reykjavíkurkjördæmi suður  | 43.398           | 11               |
| Suðurkjördæmi              | 30.597           | 10               |
| Suðvesturkjördæmi          | 54.584           | 12               |